# Compagnie du chemin de fer de Lyon à Genève
La Compagnie du chemin de fer de Lyon à Genève est une société anonyme créée en 1853, pour construire et exploiter une ligne entre les villes de Lyon et de Genève.
La concession de la ligne de Lyon à Genève est attribuée, le 30 avril 1853, à la compagnie, avec embranchement depuis la gare d'Ambérieu vers Bourg-en-Bresse et Mâcon. Les travaux débutent en 1854.
Faute d'une assise financière suffisante, la compagnie fusionne en juin 1857 avec la Compagnie du chemin de fer de Lyon à la Méditerranée. Cette nouvelle compagnie, fusionnée ultérieurement à la Compagnie du chemin de fer de Paris à Lyon, formera la Compagnie des chemins de fer de Paris à Lyon et à la Méditerranée en juillet 1857.

## L'origine de la ligne
La ligne de Lyon à Genève est un exemple des conflits d’intérêts et du jeu d’acteur divergeant entre les représentants des intérêts locaux (en l’espèce la batellerie lyonnaise) et les représentants des intérêts nationaux (la Haute banque parisienne et le gouvernement).
Lyon était de longue date un lieu d’entrepôt et de transit des marchandises entre le nord et le sud par la vallée du Rhône, et plus encore entre la Suisse et l’Italie, plus particulièrement le royaume sarde.
Le développement du trafic fluvial sur le Rhône, notamment depuis l’essor de la navigation à vapeur à l’orée des années 1830, a accentué l’importance économique de Lyon. Aussi, l’apparition du chemin de fer a-t-elle fait craindre aux intérêts lyonnais, et aux entreprises de navigation notamment, la perte de leur influence. Déjà, la construction de la ligne d’Avignon à Marseille remit en cause leurs intérêts dans le bas Rhône détournant le trafic fluvial entre Avignon et Beaucaire au bénéfice du chemin de fer. Vint ensuite une menace au nord par la construction du chemin de fer de Dijon à Lyon. Malgré leur lutte à limiter le chemin de fer de Dijon à Villefranche-sur-Saône où le trafic aurait été repris par la voie fluviale, les Lyonnais perdirent ce combat en raison de la réalisation complète de la voie ferrée entre Dijon et Lyon. Ils purent espérer limiter les conséquences de la ligne nord-sud en escomptant une rupture de charge dans la ville même de Lyon entre les deux lignes Paris-Lyon et Lyon-Marseille. Mais la construction de la gare de Perrache, qui devint finalement le lieu de jonction entre les deux lignes, mit fin à leurs espoirs.
À ce combat perdu du transit nord-sud Paris-Méditerranée, s’ajouta celui du transit entre le nord de la France et l’Italie. Certes, il existait des voies de communication soit par le Jura (Lons-le-Saunier – col de la Faucille – Lausanne) soit par le bas Jura (Mâcon – Bourg-en-Bresse – Bellegarde-sur-Valserine – Genève), principalement utilisés pour le trafic des voyageurs surtout à la belle saison, qui donnait accès aux passages routiers des cols du Grand-Saint-Bernard et du Simplon. Le trafic entre le nord de la France et l’Italie, comme entre la Suisse et l’Italie[réf. nécessaire], était donc tributaire des grandes entreprises de roulage et de navigation de Lyon, le transit s’effectuant principalement par l’est lyonnais (Morestel – Les Avenières – Saint-Genix-sur-Guiers – Pont-de-Beauvoisin) et secondairement par Ambérieu-en-Bugey et la cluse des Hôpitaux. Les intérêts lyonnais pouvaient donc se satisfaire a priori de la ligne Lyon-Genève par Ambérieu – la cluse des Hôpitaux – Culoz – Seyssel – Bellegarde bien que, pour ôter tout risque d’un détournement du transit venant du nord délaissant Lyon, ils auraient préféré une liaison Lyon – Saint-Genis-d’Aoste – Chambéry – Genève. Cette ligne avait de surcroît l’avantage d’amorcer une liaison avec Grenoble qui revendiquait une liaison avec Valence faisant courir le risque, pour les Lyonnais, de perdre une part du trafic fluvial en amont de Valence. Cette ligne avait également les préférences du royaume sarde en lui garantissant un rôle d’intermédiaire du trafic franco-italien. Cependant d’autres intérêts, parisiens ceux-là alliés aux banques protestantes de Genève, se manifestaient pour un transit du nord vers l’Italie direct via Mâcon – Bourg – Chambéry et la vallée de la Maurienne ainsi que pour un Paris-Genève direct sans passer par Lyon. Mais dans un premier temps, ce projet ne pouvait se concrétiser faute d’accord avec la partie sarde privilégiant à partir de Chambéry, nœud du réseau futur sarde, la liaison vers Genève par Aix-les-Bains et Annecy confiée à la Compagnie du chemin de fer Victor-Emmanuel où l’on retrouvait la même combinaison de capitaux parisiens et genevois. Pourtant, les Lyonnais étaient sur leurs gardes car la concession du Lyon-Genève avait été accordée sous réserve d’un embranchement à Ambérieu vers Bourg et Mâcon. Il semble que le baron Girod de l’Ain (1819–1906) ait joué un rôle décisif pour cet embranchement expliquant ainsi sa présence, comme celle de ses descendants, au conseil d’administration du PLM.
Tout devait finalement se dévoiler dès lors que Cavour, soucieux de se ménager la bienveillance de l’Empereur pour l’avenir du royaume sarde de l’autre côté des Alpes (entrevue de Plombières en juillet 1858, mariage de Napoléon Jérôme avec Marie-Clotilde de Savoie en 1859), accepta de joindre le Chambéry-Genève au Lyon-Genève par Aix et Culoz (convention avec le chemin de fer sarde Victor Emmanuel du 8 décembre 1855).
Ainsi, une nouvelle fois, les intérêts lyonnais avaient été sacrifiés et le percement du tunnel ferroviaire du Mont-Cenis en 1871 devait concrétiser les efforts entrepris pour une liaison directe entre le nord de la France, ainsi que la Suisse[évasif], et l’Italie délaissant la ville de Lyon.
La constitution du réseau ferré autour de Lyon et dans la vallée du Rhône consacra la fin du monopole de Lyon sur le commerce avec la Suisse et l’Italie ainsi que le déclin définitif de la batellerie lyonnaise.

## La compagnie et ses réalisations

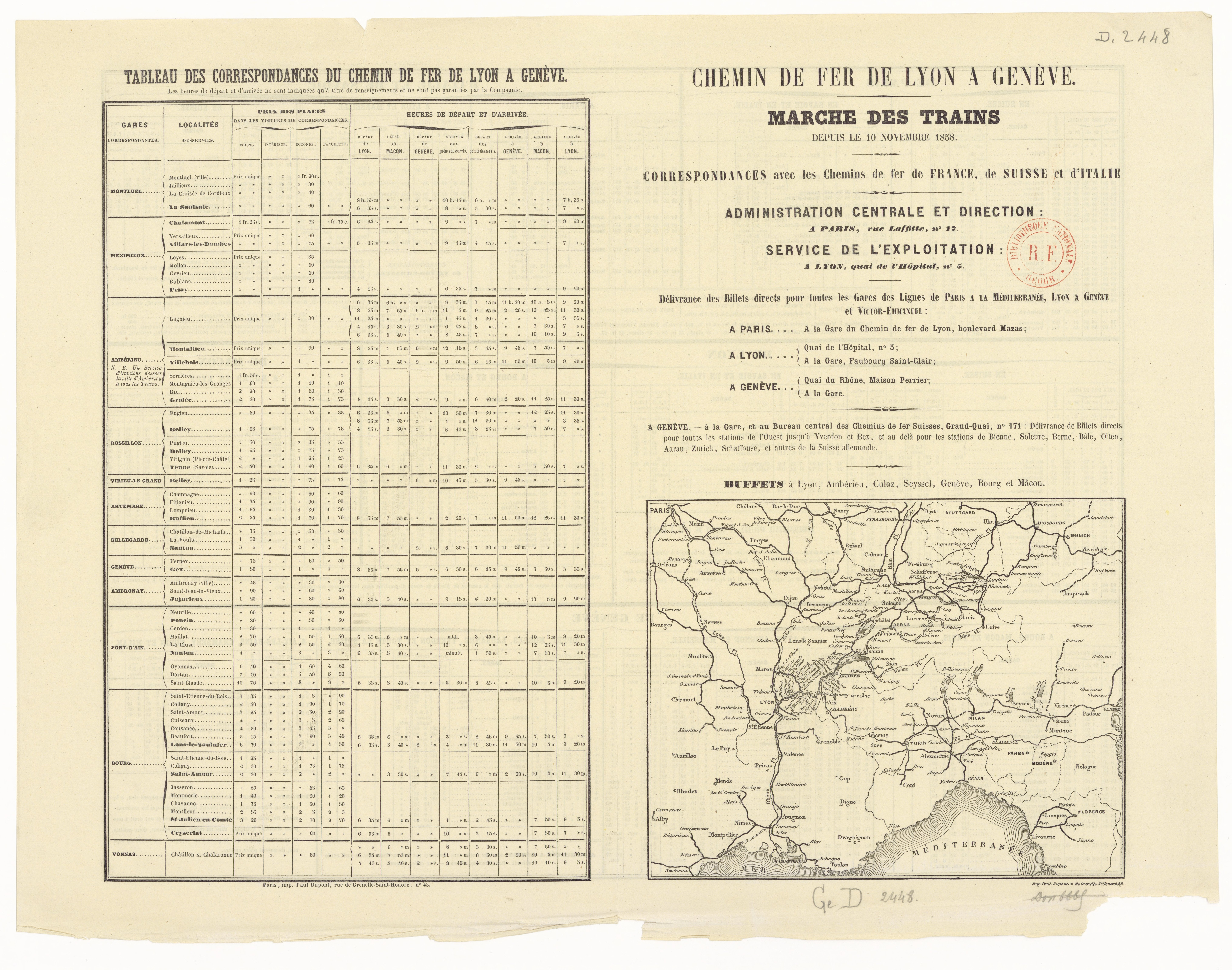
Le tableau des correspondances de la ligne en 1858.

La ligne Lyon-Genève est concédée par décret du 30 avril 1853 à un groupe de financier conduit par François Bartholoni, et d’autres administrateurs du PO, du Nord et du Lyon-Méditerranée, représentant la haute banque calviniste à Paris et resté en relation avec Genève en particulier le général Dufour, « sous les ordres duquel Louis-Napoléon Bonaparte avait servi dans l'armée suisse », et le banquier Charles Kohler.
Fort d’un capital de 40 MF (80 000 actions de 500 F), la compagnie doit construire la ligne dans un délai de six ans. L’État apporte une subvention de 15 MF une garantie d’intérêt de 3 % sur 50 ans. La Suisse apporte une subvention de 2 MF,.
Le conseil d'administration est composé de MM. Bartholoni, président, Hély d'Oissel, vice-président, Louis Ador (résident à Genève), Edward Blount (d'origine britannique, banquier à Paris), Comte de la Panouze, de Monicault, général Dufour (suisse), Oscar Galine, Girod de l'Ain, William Gladstone (britannique), Jayr, Charles Kohler (suisse), Abel Laurent et Rivet
Pour la construction de la ligne, la compagnie a fait appel à la maison Fox et Anderson pour la section de Lyon à Bourg et à Basile Parent, Pierre Schaken, Thomas Brassey et William Buddicom pour le percement du tunnel du Crédo près de Bellegarde.
Pour l’équipement de la ligne, la compagnie a contracté avec les usines de Fourchambault, du Creusot, de Terre-Noire, de L'Horme et de Vienne pour la fourniture de rails et de coussinets.
Pour le matériel, elle a commandé 12 locomotives aux ateliers de Mulhouse, 12 tenders aux ateliers d’Oullins ainsi que 32 voitures et 92 wagons aux ateliers Frossard à Lyon.
Les premiers travaux ont été inaugurés le lundi 23 janvier 1854 à Satigny dans le canton de Genève. La ligne complète est inaugurée le 16 mars 1858 par une cérémonie à Bourg qui se poursuivra sur les bords du lac Léman. Le raccordement à Culoz avec la Cie du chemin de fer Victor-Emmanuel est achevé le 2 septembre de la même année.

## L'épilogue
Faute d'une assise financière suffisante, la compagnie du Lyon-Genève fusionna avec la compagnie Lyon-Méditerranée par un traité en date du 19 décembre 1855 et approuvé par un décret du 19 juin 1857. L’incorporation de Lyon-Genève au Lyon-Méditerranée était avant tout une combinaison financière qui anticipait la fusion du Paris-Lyon et du Lyon-Méditerranée pour former la Compagnie des chemins de fer de Paris à Lyon et à la Méditerranée. La fusion entre le Lyon-Genève et le Lyon-Méditerranée ne devant intervenir qu’en 1860, à la deuxième année d’exploitation de la ligne pour permettre d’en estimer la réelle valeur.

## Dates d'ouverture
L'ouverture des lignes fut effective aux dates suivantes :
- 17 juin 1856, Lyon-Saint Clair - Ambérieu - Bourg-en-Bresse
- 22 avril 1857, Ambérieu - Seyssel
- 16 mars 1858, Seyssel - Genève-Cornavin
- 1er juin 1859, accès au nouveau terminus lyonnais de la gare des Brotteaux.

## Souvenir
À l’occasion de l’inauguration de la dernière section de la ligne, le 16 mars 1858, une médaille commémorative a été éditée.